# GeForce Now
GeForce Now是由NVIDIA所运营的遊戲（雲遊戲）品牌。GeForce Now的前身为NVIDIA GRID，GeForce Now的Nvidia Shield版本于2013年投入测试，2015年12月30日，GeForce Now這一名稱正式啟用。
GeForce Now透過订阅向用户提供寄存于NVIDIA服务器上的游戏库的无限制使用服务并透过串流传输给订阅者。特定游戏可通过“雲端遊玩(即買即用)”（Buy & Play）进行体验。此服务早期仅限Shield Portable、Shield Tablet和SHIELD TV设备的用户使用。
2017年1月，NVIDIA透露了同样称为GeForce Now的PC、Mac云端游戏服务。这是一款使用远程桌面技术向用户提供虚拟机租赁的服务，用户可以从数位发行平台上安装PC游戏并远程游玩。与Shield版本一样，虚拟桌面从英伟达服务器中通过流媒体传输给用户。
Geforce Now現在可以在PC(Windows)、Mac、Android上遊玩，而iOS因為需要通過蘋果審查平台提供的遊戲內容，故暫無上架App Store，但能夠透過Safari進行串流。

GeForce Now在台灣的合作夥伴為台灣大哥大，由台灣大哥大代理運營伺服器、金流服務、客服、推廣等各項事務。

## 特性
GeForce Now由位于北美洲与欧洲的数据中心服务器网络组成并向这些地区的用户提供GeForce Now游戏库服务。这些服务器使用GeForce显卡，串流游戏最多可达到60帧每秒的1080p分辨率输出。英伟达对于1080p/60fps的串流推荐50 Mbps的网络连接速度，但服务器也可在720p/60fps每秒的情况下以25 Mbps的速度传输，而720p/30fps每秒的串流仅需10 Mbps。服务器使用自適性串流技术根据頻寬平衡画面品質。随着时间变化，服务器端硬件将更新以提高串流品質。

## 游戏库
截止2016年3月，GeForce Now库内包含了超过80个游戏；在2016年的游戏开发者大会上，英伟达宣布与世嘉和華納兄弟互動娛樂达成授权协议。游戏库中的大量游戏都可在已订阅的情况下进行串流。然而部分游戏仅能通过“支付游玩”（Buy & Play），即用户必须购买此游戏才能进行游玩。

## GeForce Now桌面版
在2017年1月的消費電子展上，英伟达发布了GeForce Now的PC版与麦金塔版本。不像适用于英伟达Shield版本（此版本中英伟达将云游戏服务像Netflix一样宣传），这是一款独立发售的服务，用户可以租赁连接到搭载GeForce GTX显卡的Microsoft Windows桌面环境的远程桌面权限。用户可以安装诸如Steam和Origin的数位发行客户端至远程桌面下载并允许已支付的或免费的游戏。此服务以游玩分钟扣除服务点数计费；共有两个价位，分别是NVIDIA GeForce 10系列性能和GTX 1080级性能的价格。英伟达将此服务的目标受众定为欲游玩不兼容他们所拥有电脑的游戏的玩家，比如笔记本电脑和低端电脑用户。
英伟达宣布于2017年3月开始测试服务，但随后便悄悄地取消了这一计划。在2017年5月的财报中，英伟达CEO黃仁勳透露测试版将“很快”可用，但英伟达“仍需要数年才能在支出与服务品質和虚拟化游戏主机的普遍性间找到正确的平衡”。2017年10月末，英伟达发布了免费的公测版本，仅限北美和欧洲的麦金塔英语用户。2018年1月，英伟达将PC用户加入了英伟达GeForce Now服务中。。2020年8月18日，英伟达GeForce Now在ChromeOS上开启beta测试。
2021年1月30日，XDA发现GeForce Now 2.0.27可以在Windows和macOS上的Chrome浏览器運行，不過仍舊為beta版。
2021年3月，GeForce NOW升級，不限制平台、不需要高性能显卡情況下每月9.99美元就可以體驗1100多款游戏。不過截至11月，GeForce NOW游戏帧率有所下調，多款游戏不到60fps，甚至只有45fps。